# Parafia św. Mikołaja w Mikołowie Borowej Wsi
Parafia św. Mikołaja – rzymskokatolicka parafia znajdująca się w Borowej Wsi (sołectwo Mikołowa). Parafia należy do dekanatu mikołowskiego. Erygowana od 20 grudnia 1957 przy drewnianym kościele przeniesionym do Borowej Wsi z Przyszowic.

## Zasięg parafii
Do parafii w Mikołowie Borowej Wsi należą mieszkańcy ulic: Borowa, Buczka Mariana, Ciasna, Hetm. Czarnieckiego Stefana, Dąbrowa, Gliwicka od 262, Gołębia, Kukułcza, Malinowa, Oświęcimska, Piaskowa, Piwna, Równoległa, Stokrotek, Strażacka i Ziołowa.

## Duszpasterze

### Proboszczowie
- 1942–1943: ks. Wiktor Bendkowski, lokalista
- 1943: ks. Jan Hajda, lokalista
- 1943–1945: ks. Paweł Lubos, lokalista
- 1945–1946: ks. Brunon Tomala, lokalista
- 1946–1952: ks. Robert Gajda, lokalista
- 1952–1954: ks. Reginald Knauer, kuratus
- 1954–1955: ks. Walter Gajda, kuratus
- 1955–1957: ks. kan. Gwidon Bec, kuratus
- 1957–1966: ks. kan. Gwidon Bec, administrator
- 1966–1985: ks. kan. Gwidon Bec, proboszcz
- 1985–1998: ks. Bronisław Paprotny, proboszcz
- od 1998: ks. Krzysztof Grabiec, proboszcz

### Inni księża
- ks. Krzysztof Bąk
- ks. Tomasz Nowak
- ks. Krzysztof Grabiec

### Duchowni pochodzący z parafii
- ks. Jan Machulec - wyświęcony przed 1939 r.
- ks. Rajmund Machulec - wyświęcony w 1961 r.
- ks. Jan Kałuża SChr - wyświęcony w 1971 r.
- ks. Bogusław Loska SDS - wyświęcony w 1989 r.

### Duchowni pochowany na terenie parafii
- ks. dr Robert Gajda (zm. w 1952)

## Grupy działające w parafii
- Ministranci
- Koło Przyjaciół Radio Maryja

## Kościoły i kaplice na terenie parafii
- Kościół św. Mikołaja w Borowej Wsi
- Kaplica Miłosierdzia Bożego w Ośrodku dla Niepełnosprawnych

## Cmentarze
Cmentarz parafialny przy ul. Malinowej w Mikołowie-Borowej Wsi.